# Lee Jae-suk
Lee Jae-suk est un lutteur sud-coréen spécialiste de la lutte gréco-romaine né le 28 novembre 1963.

## Biographie
Lors des Jeux olympiques d'été de 1988, il remporte la médaille de bronze en combattant dans la catégorie des -52 kg.